# Pietro Frattini
Pietro Domenico Frattini (Vigo di Legnago, 1º dicembre 1821 – Belfiore, 19 marzo 1853) è stato un patriota italiano, uno dei "Martiri di Belfiore".

## Biografia
Nato in una famiglia di piccoli commercianti di frutta e verdura, Giovanni Battista e Caterina Carmagnani, si trasferì quindicenne a Mantova, avvicinandosi all'idea repubblicana mazziniana con i moti del 1848 e, tra i primi, aderendo alla Guardia Civica istituita nella provincia virgiliana.

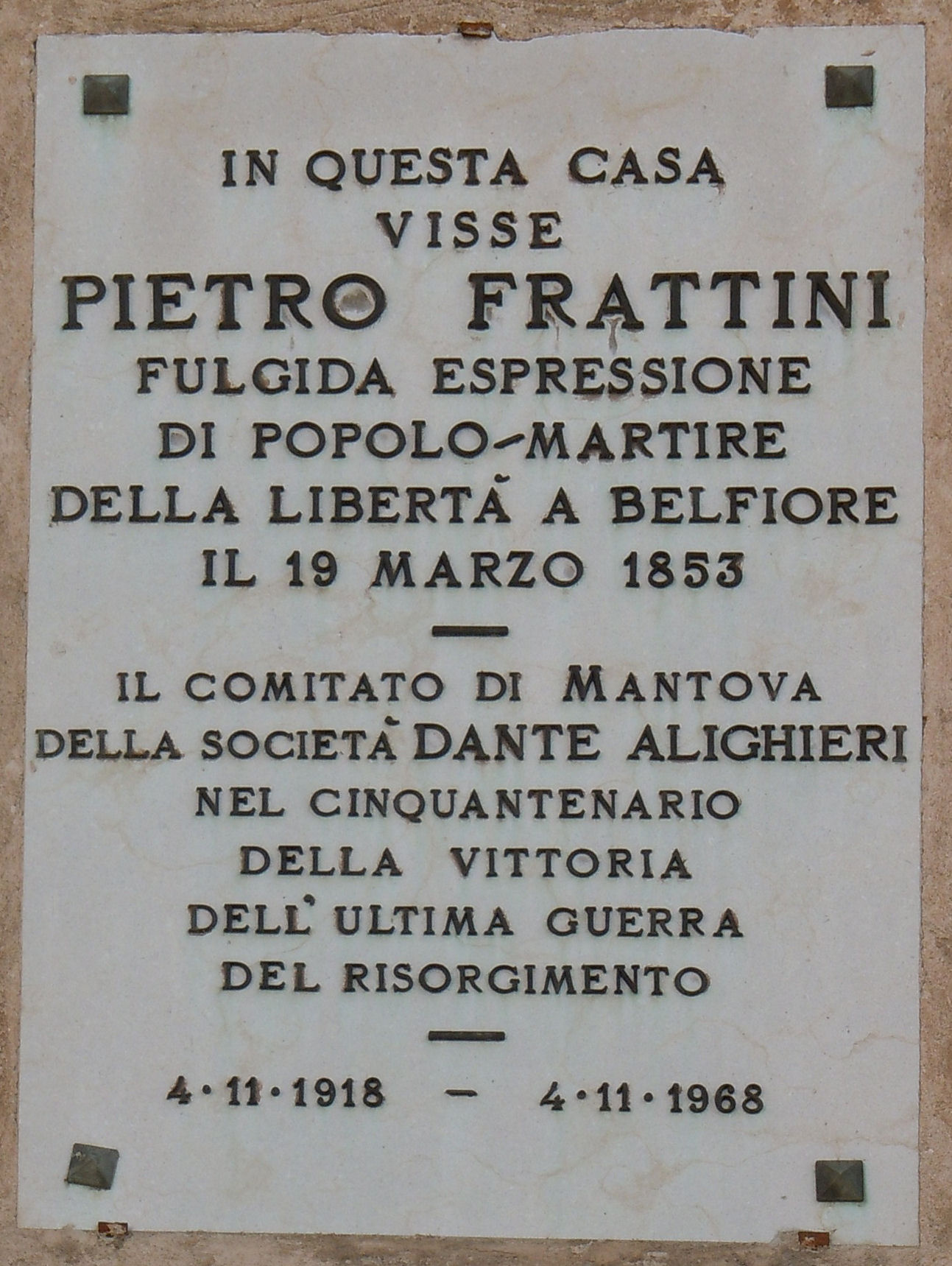
Mantova, lapide commemorativa

Nel corso della prima guerra d'indipendenza partecipò alla prima battaglia di Governolo e, dopo la sconfitta di Novara, seguì Giuseppe Garibaldi alla difesa della Repubblica Romana. Fu gravemente ferito durante gli scontri a Villa Doria Pamphilj.
In seguito all'amnistia dell'imperatore austriaco dell'ottobre 1849, Frattini, costretto all'uso delle stampelle in seguito alle ferite romane, rientrò a Mantova, dove fu amanuense presso l'avvocato Antonio Gorini. Aderì subito al Comitato insurrezionale mantovano, per conto del quale nascose nella propria abitazione la stamperia clandestina e vi ospitò patrioti di altre città. Come per altri "Martiri di Belfiore", gli fu fatale la confessione di Luigi Castellazzo. Suo malgrado fu coinvolto nell'attentato al commissario di polizia Filippo Rossi, accusato di aver ospitato i due sicari giunti da Brescia e aver custodito le loro armi. Ne conseguì l'arresto la sera del 26 ottobre 1852 e la condanna al patibolo per alto tradimento.
L'esecuzione avvenne il 19 marzo 1853, un'ora prima della promulgazione di un'amnistia in occasione del compleanno dell'imperatore. Tale schizofrenica sequenzialità temporale, cui Radetzky non poté sottrarsi in ottemperanza a precise disposizioni ricevute, era stata decisa personalmente da Francesco Giuseppe, su consiglio del suo aiutante generale e primo consigliere Karl Grünne.